# Cementerio nacional del Fuerte Bayard
El Cementerio nacional del Fuerte Bayard (en inglés: Fort Bayard National Cemetery) es un cementerio nacional de Estados Unidos en el distrito histórico Fuerte Bayard, cerca de Silver City, Nuevo México. Abarca 18,8 acres (7,6 ha), y según datos de finales de 2005, había 3.732 sepulturas en el lugar. Es uno de los dos cementerios nacionales en Nuevo México (el otro es el Cementerio Nacional de Santa Fe), y es administrado por el Cementerio nacional del Fuerte Bliss.
El Fuerte Bayard se estableció como una instalación del Ejército de Estados Unidos en 1866 para proteger a los mineros y otros colonos de la zona a lo largo del camino del Apache. El primer entierro en el cementerio se hizo el mismo año en que fue fundado. La fortaleza fue nombrada así por el general de brigada George Dashiell Bayard, quien fue herido de muerte en la batalla de Fredericksburg en 1862.